# La Celle-sur-Morin
La Celle-sur-Morin ist eine französische Gemeinde mit 1.246 Einwohnern (Stand: 1. Januar 2022) im Département Seine-et-Marne in der Region Île-de-France. Sie gehört zum Arrondissement Meaux und zum Kanton Coulommiers.
Die Einwohner werden Cellois genannt.

## Geographie
La Celle-sur-Morin liegt etwa 46 Kilometer östlich von Paris am Fluss Grand Morin.

### Nachbargemeinden
Umgeben ist La Celle-sur-Morin von den Gemeinden Guérard im Norden und Westen, Pommeuse im Nordosten, Faremoutiers im Osten und Südosten sowie Hautefeuille im Süden.

## Bevölkerungsentwicklung
| Jahr      | 1962 | 1968 | 1975 | 1982 | 1990 | 1999 | 2006 | 2013 |
| Einwohner | 539  | 513  | 568  | 742  | 951  | 1106 | 1183 | 1290 |

## Sehenswürdigkeiten

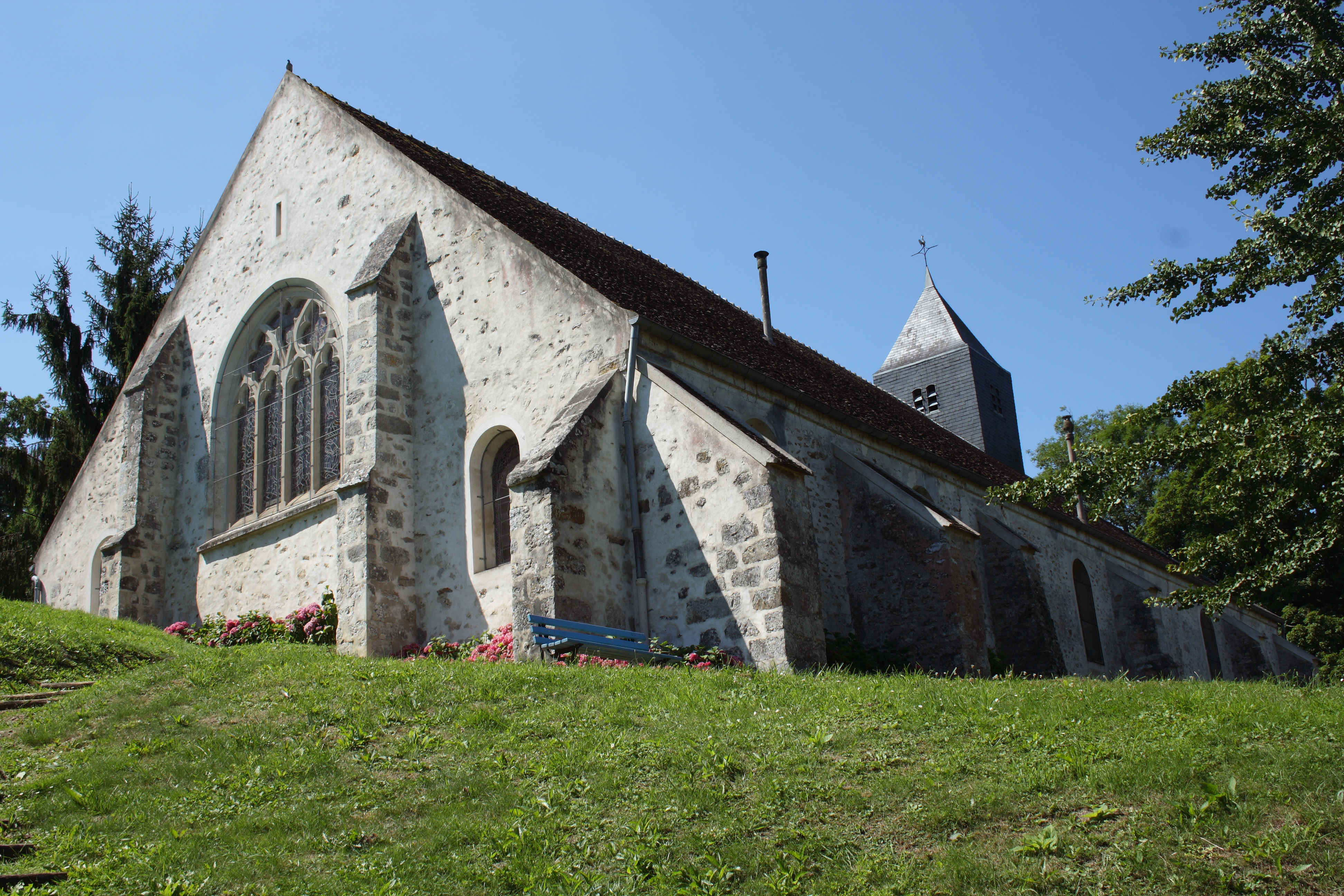
Kirche Saint-Sulpice

- Kirche Saint-Sulpice
- Priorat von La Celle